# إيفانو بوردون
إيفانو بوردون (بالإيطالية: Ivano Bordon)، (ولد في البندقية بتاريخ 13 أبريل عام 1951) هو حارس مرمى كرة قدم إيطالي سابق. لعب مع منتخب إيطاليا لكرة القدم. خلال حياته المهنية كان يعتبر واحد من أفضل حراس المرمى في إيطاليا. بعد تقاعده أصبح بوردون مدرب حراسة مرمى بارز وناجح مع يوفنتوس والمنتخب الإيطالي الوطني لكرة القدم الذي فاز بكأس العالم لكرة القدم عام 2006 تحت قيادة المدرب مارتشيلو ليبي.

## روابط خارجية
- إيفانو بوردون على موقع الاتحاد الدولي (مؤرشف)  (الإنجليزية)
- إيفانو بوردون على موقع قاعدة بيانات كرة القدم.إي يو (الإنجليزية)
- إيفانو بوردون على موقع ناشيونال فوتبول تيمز (الإنجليزية)
- إيفانو بوردون على موقع عالم كرة القدم.نت (الإنجليزية)